# Controle reflexivo
Controle reflexivo (Doutrina) é o controle que alguém tem sobre as decisões de seu oponente, impondo-lhe suposições que mudarão a maneira como ele age.  Métodos de controle reflexivo são amplamente utilizados em uma variedade de campos: publicidade, relações públicas, arte militar , etc., ou mesmo, qualquer área de combate, sem uma relevância específica, em princípio.

## Introdução
Conforme definido pelo estudioso soviético V. Lefebvre, o controle reflexivo é um processo no qual um adversário entrega ao outro a base para a tomada de decisões.  Em outras palavras, há uma substituição de fatores de motivação do inimigo para incentivá-lo a tomar decisões desvantajosas.

O professor G. Smolyan acredita que o ponto-chave do controle reflexivo é forçar implicitamente um sujeito a escolher um resultado desejado. Como exemplo aforístico de manipulação reflexiva, podemos relembrar um episódio de "Uncle Remus's Tales " em que o Irmão Coelho ilude o Irmão Raposa perguntando: 
Faça o que fizer, não me jogue no canteiro. 
O mais antigo desses heróis literários especializados em controle reflexivo é considerado a serpente bíblica que provocou Eva a provar o fruto proibido. A categoria de provocadores típicos também pode incluir um dos famosos personagens da escritora sueca Astrid Lindgren, que aterrorizou a dona de casa Freken Bock com uma simples pergunta: 
Você parou de beber conhaque pela manhã? Sim ou não? 
Técnicas individuais de controle reflexivo chamadas "estratagemas"  que sempre ocuparam um lugar importante na história da arte militar desde os tempos antigos. Por exemplo, Sun Tzu colocou no título do primeiro capítulo da Arte da Guerra de um de seus tratados a afirmação "A guerra é o caminho do engano", definindo assim o ofício da guerra como a arte do engano.
As pré-condições para o surgimento real da teoria do controle reflexivo podem ser encontradas na literatura militar soviética de meados do século XX; quatro etapas principais são distinguidas no processo de sua melhoria: 
- do início dos anos 1960 ao final dos anos 1970: pesquisa.
- final dos anos 1970 até o início dos anos 1990: orientado para a prática.
- do início até meados da década de 1990: psicológicos e pedagógicos.
- desde o final dos anos 1990: psicossocial.[4]

Entre os cientistas mais autorizados que lidaram com as tarefas de controle reflexivo, além de V. Lefebvre, são notados os trabalhos de D. Pospelov, V. Burkov , V. Lepsky, G. Shchedrovitsky e outros. Além deles, os aspectos artísticos do tema do controle reflexivo foram refletidos nas obras de alguns grandes escritores, por exemplo, V. Pelevin.

## Aplicação militar

### Disposições gerais
Uma terminologia formalmente aprovada de controle reflexivo não existia na arte militar no passado; no entanto, suas ferramentas eram reconhecidas intuitivamente e eram usadas ativamente na tentativa de calcular as ações de um adversário ou criar uma impressão errônea de si mesmo.
De acordo com alguns especialistas militares russos, os aspectos aplicados do controle reflexivo, com significado geopolítico, são uma ferramenta eficaz para conduzir a guerra de informação e podem ter vantagens significativas sobre os métodos tradicionais de uso de meios militares.  Explorando estereótipos morais de comportamento, fatores psicológicos, informações pessoais sobre o pessoal de comando (dados biográficos, hábitos, etc.) o controle reflexivo permite aumentar as chances de alcançar a vitória,  mas nota-se que essa tática requer informações sobre o inimigo com alto grau de detalhe e qualidade.
Entre as ferramentas de controle reflexivo estão também elencadas a camuflagem  em todos os níveis), a desinformação , a provocação, a chantagem , o comprometimento, etc. " do que nos conceitos mais objetivos de "ciência militar ".  A informatização moderna pode dificultar o uso de métodos de controle reflexivo porque sua aplicação é facilmente revelada pela modelagem matemática. No entanto, não se pode descartar a existência de uma ampla classe de exceções em que a inteligência da máquina pode não ter uma compreensão intuitiva da realidade real.
Ao revisar a pesquisa russa sobre o uso do arsenal de controle reflexivo para fins militares, o estudioso americano T.L. Thomas destacou o trabalho do Coronel SA Komov como o teórico militar mais produtivo nessa área, com uso extensivo de desenvolvimentos do campo da gestão reflexiva sob o nome de "métodos intelectuais de guerra de informação", destacando os seguintes elementos principais: 
- Distração através de uma ameaça real ou percebida a uma das posições-chave do inimigo (nos flancos, na retaguarda, etc.) durante os preparativos para a ação militar,
- sobrecarregar ao fornecer ao inimigo grandes volumes de informações autocontraditórias,
- paralisia, criando a ilusão de ameaças pontuais a interesses vitais ou aos locais mais vulneráveis,
- exaustão, forçando o adversário a gastar recursos para realizar atividades improdutivas,
- engano, provocando o inimigo a redistribuir forças para a área ameaçada em preparação para a ação militar,
- cisão, forçando o inimigo a agir contra os interesses de seus aliados,
- apaziguamento, diminuindo a vigilância e criando a ilusão de que estão ocorrendo treinamentos de rotina, em vez de preparativos para ações ofensivas,
- intimidação, criando a aparência de superioridade invencível,
- provocação, através da imposição de um cenário desfavorável de ação,
- sugestão , através da apresentação de material informativo que influencie legalmente, moralmente, ideologicamente ou em outras esferas,
- pressão , através da apresentação de material informativo que desacredita o governo aos olhos da população.[1]

Outro pesquisador nacional que atraiu interesse no exterior foi o professor F. Chausov, que formulou os seguintes princípios de gestão reflexiva: 
- princípio da intencionalidade – o processo deve ser orientado a objetivos, envolvendo toda a gama de medidas necessárias de gerenciamento reflexivo,
- princípio da atualização - deve haver uma "atualização" do planejamento, proporcionando um quadro bastante completo do potencial intelectual do comando e estado-maior, especialmente em situações relacionadas ao espaço de informação global,
- princípio da conformidade - consistência mútua de objetivos, lugar, tempo e métodos de gestão reflexiva devem ser observados,
- princípio de simulação - não se deve esquecer de prever e modelar as ações e estados do lado oposto durante a execução de procedimentos de controle reflexivo ,
- princípio da antecipação - os eventos atuais devem ser antecipados e antecipados.[1]

Além disso, ao usar o gerenciamento reflexivo, Chausov fez uma avaliação do risco, cuja essência se resume ao perigo de cometer um erro se você julgar mal as consequências.  Com essa abordagem, o risco máximo seria se o próprio adversário desvendasse o plano.
Um exemplo bem conhecido do uso efetivo da teoria do controle reflexivo foi o trabalho de desinformação dos serviços secretos soviéticos para criar uma impressão exagerada no lado americano do potencial de choque das armas nucleares soviéticas. Para tanto, foram desenvolvidos modelos falsos de mísseis balísticos intercontinentais para participação nos desfiles da Praça Vermelha, e sua aparição foi imediatamente refletida nos relatórios dos adidos estrangeiros aos seus superiores. A próxima etapa foi fornecer evidências indiretas da existência real desses sistemas de mísseis, que então desviariam os recursos de desenvolvedores estrangeiros para tentativas malsucedidas de reproduzir a suposta "nova" tecnologia.
Da mesma forma, a inteligência britânica realizou apoio de desinformação para os desembarques aliados na Sicília , codinome Operação Mincemeat . Para esse fim, um militar britânico morto foi colocado à vista dos serviços especiais do Reich com um conjunto de documentos habilmente fabricados descrevendo uma suposta operação de desembarque britânico no Peloponeso e na Sardenha.  A julgar por esses planos, a tela informativa para este pouso deveria ser preparações demonstrativas para um ataque falso na Sicília.  A liderança alemã realizou um conjunto de obras para fortalecer a costa grega, redistribuiu para lá uma divisão de tanques, mas inesperadamente para eles o golpe principal foi desferido na Sicília.
Pesquisadores domésticos acreditam que outro exemplo clássico de controle reflexivo é o programa American Strategic Defense Initiative (Iniciativa de Defesa Estratégica Americana), que forçou a União Soviética a gastar recursos significativos para desenvolver um sistema espacial semelhante. De acordo com vários pesquisadores estrangeiros, os métodos manipulativos do campo do controle reflexivo formam a base do novo conceito de ação militar da Rússia no século 21, que no Ocidente foi chamado de " Guerra de Nova Geração.  Ao mesmo tempo, algumas publicações têm criticado os aspectos aplicados dessa teoria, chegando a ser chamada de pseudocientífica.

## Literatura
- Денисов А. А., Денисова Е. В. Краткий очерк основ теории управляемой конфронтации (рус.) // Информационные войны : журнал. — 2014. — Т. 29, No. 1. — С. 24–33. — ISSN 1996-4544.
- Лепский В. Е. Технологии управления в информационных войнах (от классики к постнеклассике). — Москва: Когито-Центр, 2016. — С. 160. — ISBN 978-5-89353-499-3.
- Нургалеева Л. В. Проблема рефлексивного управления как аспект современной коммуникативной культуры (рус.) // Вестник Томского государственного университета : журнал. — 2013. — Т. 10, No. 2.
- Раскин А. В., Тарасов И. В. Рефлексивное управление как технология информационного воздействия (рус.) // Информационные войны : журнал. — 2014. — Т. 29, No. 2. — С. 15–17. — ISSN 1996-4544.
- Чепиницкая П. Р. Технологии социальной регуляции в рефлексивном управлении российской зарубежной диаспорой (рус.) // Теория и практика общественного развития : журнал. — 2011. — No. 3.
- Jainter M., Kantola H. Reflexive Control in Cyber Space (англ.) // Academic Conferences International Limited. — 2016. — Июль. — С. 155–162.
- Kasapoglu C. Russia's Renewed Military Thinking: Non-Linear Warfare and Reflexive Control (англ.) // Research Division, NATO Defence College : Research Paper. — 2015. — Ноябрь (No. 121). — С. 1–12. — ISSN 2076-0949.
- Thomas T. Psycho Viruses and Reflexive Control: Russian Theories of Information-Psychological War // Information at War: From China's Three Warfares to NATO's Narratives. — London: Legatum Institute, 2015. — Vol. September. — P. 16–21. — (Beyond Propaganda). — ISBN 978-1-907409-93-6.